# Liste der Monuments historiques in Loisy-sur-Marne
Die Liste der Monuments historiques in Loisy-sur-Marne führt die Monuments historiques in der französischen Gemeinde Loisy-sur-Marne auf.

## Liste der Objekte
| Bezeichnung               | Beschreibung                           | Standort                      | Kennzeichnung | Schutzstatus | Datum | Bild |
| ------------------------- | -------------------------------------- | ----------------------------- | ------------- | ------------ | ----- | ---- |
| Gemälde Kreuzabnahme      | Ölfarbe auf Leinwand, 17. Jahrhundert  | in der Kirche St-Juvin (Lage) | PM51002309    | Inscrit      | 1975  |      |
| Skulptur Madonna mit Kind | Stein, farbig gefasst, 18. Jahrhundert | in der Kirche St-Juvin (Lage) | PM51002310    | Inscrit      | 1975  |      |
| Skulptur Heiliger Jovinus | Holz, farbig gefasst, 16. Jahrhundert  | in der Kirche St-Juvin (Lage) | PM51000513    | Classé       | 1975  |      |